# Golden Globe 1979
La 36ª edizione della cerimonia di premiazione di Golden Globe si è tenuta il 27 gennaio 1979 al Beverly Hilton Hotel di Beverly Hills, California.
Stephanie Haymes è stata la Miss Golden Globe dell'edizione.

## Premi per il cinema
Vengono di seguito indicati in grassetto i vincitori. Ove ricorrente e disponibile, viene indicato il titolo in lingua italiana e quello in lingua originale tra parentesi.

### Miglior film drammatico
- Fuga di mezzanotte (Midnight Express), regia di Alan Parker
- Tornando a casa (Coming Home), regia di Hal Ashby
- Il cacciatore (The Deer Hunter), regia di Michael Cimino
- I giorni del cielo (Days of Heaven), regia di Terrence Malick
- Una donna tutta sola (An Unmarried Woman), regia di Paul Mazursky

### Miglior film commedia o musicale
- Il paradiso può attendere (Heaven Can Wait), regia di Warren Beatty e Buck Henry
- California Suite (California Suite), regia di Herbert Ross
- Gioco sleale (Foul Play), regia di Colin Higgins
- Grease (Brillantina) (Grease), regia di Randal Kleiser
- Il boxeur e la ballerina (Movie Movie), regia di Stanley Donen

### Miglior regista
- Michael Cimino - Il cacciatore (The Deer Hunter)
- Hal Ashby - Tornando a casa (Coming Home)
- Terrence Malick - I giorni del cielo (Days of Heaven)
- Woody Allen - Interiors
- Alan Parker - Fuga di mezzanotte (Midnight Express)
- Paul Mazursky - Una donna tutta sola (An Unmarried Woman)

### Miglior attore in un film drammatico
- Jon Voight - Tornando a casa (Coming Home)
- Gregory Peck - I ragazzi venuti dal Brasile (The Boys from Brazil)
- Robert De Niro - Il cacciatore (The Deer Hunter)
- Anthony Hopkins - Magic - Magia (Magic)
- Brad Davis - Fuga di mezzanotte (Midnight Express)

### Migliore attrice in un film drammatico
- Jane Fonda - Tornando a casa (Coming Home)
- Ingrid Bergman - Sinfonia d'autunno (Höstsonaten)
- Geraldine Page - Interiors
- Glenda Jackson - Stevie
- Jill Clayburgh - Una donna tutta sola (An Unmarried Woman)

### Miglior attore in un film commedia o musicale
- Warren Beatty - Il paradiso può attendere (Heaven Can Wait)
- Gary Busey - The Buddy Holly Story (The Buddy Holly Story)
- Chevy Chase - Gioco sleale (Foul Play)
- John Travolta - Grease (Brillantina) (Grease)
- George C. Scott - Il boxeur e la ballerina (Movie Movie)
- Alan Alda - Lo stesso giorno, il prossimo anno (Same Time, Next Year)

### Migliore attrice in un film commedia o musicale
- Maggie Smith - California Suite (California Suite)
- Ellen Burstyn - Lo stesso giorno, il prossimo anno (Same Time, Next Year)
- Goldie Hawn - Gioco sleale (Foul Play)
- Olivia Newton-John - Grease (Brillantina) (Grease)
- Jacqueline Bisset - Qualcuno sta uccidendo i più grandi cuochi d'Europa (Who Is Killing the Great Chefs of Europe?)

### Miglior attore non protagonista
- John Hurt - Fuga di mezzanotte (Midnight Express)
- Bruce Dern - Tornando a casa (Coming Home)
- Christopher Walken - Il cacciatore (The Deer Hunter)
- Dudley Moore - Gioco sleale (Foul Play)
- Robert Morley - Qualcuno sta uccidendo i più grandi cuochi d'Europa (Who Is Killing the Great Chefs of Europe?)

### Migliore attrice non protagonista
- Dyan Cannon - Il paradiso può attendere (Heaven Can Wait)
- Meryl Streep - Il cacciatore (The Deer Hunter)
- Maureen Stapleton - Interiors
- Mona Washbourne - Stevie
- Carol Burnett - Un matrimonio (A Wedding)

### Migliore attore debuttante
- Brad Davis - Fuga di mezzanotte (Midnight Express)
- Andrew Stevens - The Boys in Company C (The Boys in Company C)
- Chevy Chase - Gioco sleale (Foul Play)
- Eric Roberts - Il re degli zingari (King of the Gypsies)
- Harry Hamlin - Il boxeur e la ballerina (Movie Movie)
- Doug McKeon - Uncle Joe Shannon (Uncle Joe Shannon)

### Migliore attrice debuttante
- Irene Miracle - Fuga di mezzanotte (Midnight Express)
- Annie Potts - Corvette Summer (Corvette Summer)
- Anita Skinner - Girlfriends
- Mary Steenburgen - Verso il Sud (Goin' South)
- Anne Ditchburn - Ballando lo slow nella grande città (Slow Dancing in the Big City)

### Migliore sceneggiatura
- Oliver Stone - Fuga di mezzanotte (Midnight Express)
- Nancy Dowd, Waldo Salt e Robert C. Jones - Tornando a casa (Coming Home)
- Deric Washburn - Il cacciatore (The Deer Hunter)
- Colin Higgins - Gioco sleale (Foul Play)
- Woody Allen - Interiors
- Paul Mazursky - Una donna tutta sola (An Unmarried Woman)

### Migliore colonna sonora originale
- Giorgio Moroder - Fuga di mezzanotte (Midnight Express)
- Chuck Mangione - I figli di Sanchez (The Children of Sanchez)
- Leonard Rosenman - Il Signore degli Anelli (The Lord of the Rings)
- John Williams - Superman
- Bill Conti - Una donna tutta sola (An Unmarried Woman)

### Migliore canzone originale
- Last Dance, musica e testo di Paul Jabara - Grazie a Dio è venerdì (Thank God It's Friday)
- Ready to Take a Chance Again, musica di Charles Fox, testo di Norman Gimbel - Gioco sleale (Foul Play)
- You're the One that I Want, musica e testo di John Farrar - Grease (Brillantina) (Grease)
- Grease, musica e testo di Barry Gibb - Grease (Brillantina) (Grease)
- The Last Time I Felt Like This, musica di Marvin Hamlisch, testo di Alan Bergman e Marilyn Bergman - Lo stesso giorno, il prossimo anno (Same Time, Next Year)

### Miglior film straniero
- Sinfonia d'autunno (Höstsonaten), regia di Ingmar Bergman (Svezia)
- Assassinio sul Nilo (Death on the Nile), regia di John Guillermin (Inghilterra)
- Donna Flor e i suoi due mariti (Dona Flor e Seus Dois Maridos), regia di Bruno Barreto (Brasile)
- Pop Lemon (Eskimo Limon), regia di Boaz Davidson (Israele)
- Kravgi gynaikon (Kravgi gynaikon), regia di Jules Dassin (Grecia)
- Preparate i fazzoletti (Préparez vos mouchoirs), regia di Bertrand Blier (Francia)

## Premi per la televisione
Vengono di seguito indicati in grassetto i vincitori. Ove ricorrente e disponibile, viene indicato il titolo in lingua italiana e quello in lingua originale tra parentesi.

### Miglior serie drammatica
- 60 Minutes
- Galactica (Battlestar Galactica)
- In casa Lawrence (Family)
- Olocausto (Holocaust)
- Lou Grant (Lou Grant)

### Miglior serie commedia o musicale
- Taxi
- Alice
- Arcibaldo (All in the Family)
- Love Boat (The Love Boat)
- Tre cuori in affitto (Three's Company)

### Miglior mini-serie o film per la televisione
- A Family Upside Down (A Family Upside Down), regia di David Lowell Rich
- The Bastard (The Bastard), regia di Lee H. Katzin
- First, You Cry (First, You Cry), regia di George Schaefer
- The Immigrants (The Immigrants), regia di Alan J. Levi
- Piccole donne (Little Women), regia di David Lowell Rich
- A Question of Love (A Question of Love), regia di Jerry Thorpe
- Ziegfeld: The Man and His Women (Ziegfeld: The Man and His Women), regia di Buzz Kulik

### Miglior attore in una serie drammatica
- Michael Moriarty - Olocausto (Holocaust)
- Richard Hatch - Galactica (Battlestar Galactica)
- Michael Landon - La casa nella prateria (Little House on the Prairie)
- Edward Asner - Lou Grant (Lou Grant)
- John Houseman - The Paper Chase (The Paper Chase)
- James Garner - Agenzia Rockford (The Rockford Files)

### Miglior attore in una serie commedia o musicale
- Robin Williams - Mork & Mindy (Mork & Mindy)
- Gavin MacLeod - Love Boat (The Love Boat)
- Alan Alda - M*A*S*H
- Judd Hirsch - Taxi
- John Ritter - Tre cuori in affitto (Three's Company)

### Miglior attrice in una serie drammatica
- Rosemary Harris - Olocausto (Holocaust)
- Kate Jackson - Charlie's Angels (Charlie's Angels)
- Kristy McNichol - In casa Lawrence (Family)
- Sada Thompson - In casa Lawrence (Family)
- Lee Remick - Wheels

### Miglior attrice in una serie commedia o musicale
- Linda Lavin - Alice
- Jean Stapleton - Arcibaldo (All in the Family)
- Carol Burnett - The Carol Burnett Show (The Carol Burnett Show)
- Penny Marshall - Laverne & Shirley (Laverne & Shirley)
- Suzanne Somers - Tre cuori in affitto (Three's Company)

### Miglior attore non protagonista in una serie
- Norman Fell - Tre cuori in affitto (Three's Company)
- Pat Harrington Jr. - Giorno per giorno (One Day at a Time)
- Jeff Conaway - Taxi
- Danny DeVito - Taxi
- Andy Kaufman - Taxi

### Miglior attrice non protagonista in una serie
- Polly Holliday - Alice
- Linda Kelsey - Lou Grant
- Julie Kavner - Rhoda
- Nancy Walker - Rhoda
- Marilu Henner - Taxi
- Audra Lindley - Tre cuori in affitto (Three's Company)

## Premi onorari
- Golden Globe alla carriera: Lucille Ball
- Henrietta Award
  - Il migliore attore del mondo: John Travolta
  - La miglior attrice del mondo: Jane Fonda